# Asztalos Lajos (helytörténész)
Asztalos Lajos (Párizs, 1936. január 31. – Kolozsvár, 2018. április 4.) erdélyi magyar helytörténész, nyelvművelő, műemlékvédő, műfordító, eszperantista.

## Életpályája
Párizsban született, ahol szülei dolgoztak. Hazaköltözésük után gyermekkorát Kolozsváron töltötte. 1952-ben, még középiskolásként részt vett egy kommunistaellenes szervezkedésben, amiért három év börtönre ítélték. 1954-ben kiszabadult, és 1955-ben leérettségizett, majd (politikai okokból) sikertelenül felvételizett a marosvásárhelyi orvosi egyetemre. 1956-ban felvették a kolozsvári Bolyai Tudományegyetem földrajz-természetrajz karára, de két év múlva ugyancsak politikai okokból kizárták. Ezután munkaszolgálatos, kötöttárugyári munkás, nyomdai gépszedő volt. Az egyetemre való visszavételét minden esetben elutasították. 1962-ben megjelent első írása. Azután napi- és hetilapokban közölt. Megtanult spanyolul és portugálul. 1970-től a kolozsvári irodalmi hetilap, az Utunk rendszeresen közölte főleg spanyol és portugál vers- és elbeszélés-fordításait. Közölt magyarországi lapokban is. 1974-ben a hatalom megakadályozta, hogy spanyol nyelvismereteinek bővítésére Spanyolországba utazzék barátai meghívására. 1976-tól galego versfordításokat is közölt. 1978-ban a bukaresti A Hét terjedelmes írását közölte a katalán kérdésről. 1978 és 1984 között kalotaszegi falvakban népmeséket és helytörténeti mondákat gyűjtött. 1978-tól foglalkozik kolozsvári helytörténettel, de cikkeit akkor nem közölték. A baszk kérdésről készült írását A Hét nem közölte.
1990-től tagja a kolozsvári székhelyű Kelemen Lajos Műemlékvédő Társaságnak, 1991-től titkára. 1990 és 1994 között a kolozsvári Szabadság című napilapban sorozatban közölte helytörténeti írásait, a régi utcaneveket, ezek eredetét.
1993-ban, 1994-ben és 1998-ban részt vett a Spanyolországban rendezett Galego nyelv és műveltség című nyári egyetemen, 1994-ben az asztúriai Gijónban rendezett nyári egyetemen előadást tartott a romániai politikai, gazdasági helyzetről, a romániai magyarság helyzetéről. 1998-ban a Magyar Kisebbség című nemzetpolitikai szemle közölte a galegókról írt tanulmányát, valamint a spanyol alkotmánynak a területi önkormányzatokról szóló fejezete, a galego önkormányzati törvény, a galego nyelvtörvény stb. általa magyarított változatát.
2000-től a Madách Irodalmi Társaság tagja. 2001-ben az Anyanyelvápolók Erdélyi Szövetsége az erdélyi magyar nyelv ápolásában, az anyanyelvi műveltség terjesztésében és a nyelvhasználat bátorításában szerzett érdemeiért A nyelvőrzés díjában részesítette.
2002-ben az Oviedói Egyetem Történelem Karán előadást tartott a romániai magyarság történetéről.

## Könyvei
- A teknősbéka tilinkója, 1983.
- Kőbe írt Kolozsvár (Lőwy Dániellel és Demeter Jánossal). 1996
- Kolozsvár. Helynév- és településtörténeti adattár, 2004
- Kolozsvár épített kincsei; Stúdium, Kolozsvár, 2008
- A kakas gúnyája. Galego népmesék; Stúdium, Kolozsvár, 2009
- A furfangos vasverő. Baszk népmesék; Stúdium, Kolozsvár, 2011 (Mesetarsoly)
- Asztalos Lajos–Papp Annamária: Kolozsvár bombázása. 1944. június 2.; Exit, Kolozsvár, 2014
- Kolozsvár – közelről; Stúdium, Kolozsvár, 2015

## Fordításai
- Pierre Boulle: A majmok bolygója, 1972 (az Előre folytatásokban közli)
- Európai és latin-amerikai népek meséiből és mondáiból, 1977
- Kinek szól a kakukk?, 1998 (galego, baszk, portugál népmesék)
- A traxedia do home (Az ember tragédiája galego nyelven)
- Lakodalom az égben, 2001 (galego népmesék)
- Az ember tragédiája új galego kiadása (Gonzalo Navaza Blanco galego költővel), 2002

## Válogatás cikkeiből
- Asztalos Lajos: Két 1849-es kolozsvári vértanú, erdely.ma
- Asztalos Lajos: Helytörténet – A két honvéd vértanú kivégzőhelye, sírja, Szabadság, 2011. augusztus 16. Online hozzáférés Archiválva 2015. június 10-i dátummal a Wayback Machine-ben
- Kolozsvári utcanevek (bővített változat), Szabadság, 2013. szeptember 16. Online hozzáférés Archiválva 2014. május 11-i dátummal a Wayback Machine-ben
- Asztalos Lajos: A két kolozsvári honvéd vértanú, Szabadság, 2013. október 15. Archiválva 2013. október 29-i dátummal a Wayback Machine-ben, 2013. október 22. Archiválva 2013. október 29-i dátummal a Wayback Machine-ben, 2013. november 5. Archiválva 2015. június 10-i dátummal a Wayback Machine-ben, 2013. november 12. Archiválva 2015. június 10-i dátummal a Wayback Machine-ben, 2013. november 19. Archiválva 2015. június 10-i dátummal a Wayback Machine-ben

## Kitüntetései
- A Nyelvőrzés Díja, AESZ, 2001[3]
- Kőváry László-díj, EMKE, 2011[4]
- Kelemen Lajos Műemlékvédő Társaság tiszteletbeli tagja[5]